# Толочко, Михаил Евгеньевич
Михаил Евгеньевич Толочко (17 августа 1957, Новосибирск — 24 мая 2009, Новосибирск) — советский хоккеист, нападающий. Мастер спорта СССР.  Российский хоккейный  функционер.

## Биография
В сезоне 1974/75 дебютировал в составе новосибирской «Сибири» в сезоне первой лиги 1974/75 и сразу стал одним из лидеров команды. Следующий сезон отыграл в высшей лиге, в первом матче против ЦСКА (5:4) забил две шайбы. В дальнейшем играл в первой лиге за «Бинокор» Ташкент (1978/79 — 11980/81) и «Сибирь» (1981/82).
Победитель первого чемпионата мира среди молодёжных команд 1977.
Работал в «Сибири» (генеральный менеджер в 1990-х), Барнауле (генеральный менеджер «Мотора» в сезоне 2004/05), Тюмени, других городах. Работал детским тренером в Северной Америке с другом Игорем Грачёвым. Работал с Валерием Студенковым.
Скончался 24 мая 2009 года.